# Junonia clelia
Junonia clelia är en fjärilsart som beskrevs av Pieter Cramer 1775. Junonia clelia ingår i släktet Junonia och familjen praktfjärilar. Inga underarter finns listade i Catalogue of Life.